# エイベックス・ヴァンガード
エイベックス・ヴァンガード株式会社（英：avex vanguard Inc.）は、かつて存在したエイベックス系列の芸能事務所。2017年4月よりエイベックス・マネジメントに再統合された。略称はAVI。　

## 概要
2013年10月1日、エイベックス・グループ・ホールディングス傘下のエイベックス・マネジメントから、マネジメント事業などの一部を会社分割する形で新設された。
2017年4月1日付けでエイベックス・マネジメントに合併し解散。

## 最終所属者

### アーティスト
- BoA
- Cheeky Parade
- EXO
- f(x)
- GEM
- hitomi
- misono
- KEIKO
- SOLIDEMO
- SUPER☆GiRLS
- SUPER JUNIOR
- 高木里代子
- 東方神起
- 紘毅
- わーすた

### 俳優・声優・タレント・モデル
男性
- 遠藤要
- 遠藤史也[2]
- 久保田秀敏
- 鈴川博紀
- マッシュー

女性
- 飛鳥凛
- 荒井レイラ（元iDOL Street/SUPER☆GiRLS）
- 大空ゆうひ（元宝塚歌劇団宙組トップスター）
- 川栄李奈（元AKB48）
- 倉田瑠夏（Booing!!!、元アイドリング!!!）
- 小雪（専属元:スノー）
- 小脇美里
- 紗栄子
- 紗夜
- 沢尻エリカ（専属元:エル・エクストラテレストレ、2019年の不祥事で現在は芸能界を事実上引退、エイベックス・マネジメントに名前のみ残されている。)
- 渋谷亜希
- 住谷杏奈
- 橘ゆりか（Booing!!!、元アイドリング!!!）
- Niki[2]
- 西川瑞希
- 藤本かえで（旧名・稼農楓、元iDOL Street/SUPER☆GiRLS）
- 丸高愛実
- 山谷花純
- 弥生

#### 業務提携
- 下村青（尊則）（提携元:ブルーエール）
- 蜷川実花（小山登美夫ギャラリー）

## 過去に所属していたタレント
- 高岡早紀（提携元: エアジン）→（A-teamと業務提携）
- 川上ジュリア
- 八坂沙織（元iDOL Street/SUPER☆GiRLS）
- 平田裕一郎